# Distribuzione di Dagum
In teoria delle probabilità la distribuzione di Dagum è una distribuzione di probabilità continua, dipendente da tre parametri, utilizzata nell'ambito delle analisi della distribuzione del reddito e della ricchezza. Venne descritta da Camilo Dagum nel 1977 nell'articolo A new Model of Personal Income Distribution: specification and estimation, comparso in "Economie Appliquée".

## Metodologia

### La funzione di ripartizione
La funzione di ripartizione è definita per valori non negativi ({\displaystyle x\geq 0})
{\displaystyle F(x)=\alpha +(1-\alpha )(1-\lambda x^{-\delta })^{\beta }}
dove si interpreta che
se {\displaystyle \alpha =0} allora si applica ai casi nei quali X descrive un reddito, ovvero un flusso, in un intervallo di tempo continuo
se {\displaystyle 0<\alpha <1} allora si applica ai casi nei quali X descrive la ricchezza, ovvero uno stock, in un istante di tempo
La F(x) è la soluzione all'equazione differenziale
{\displaystyle f(x)=\beta _{1}\left(1-\left({\frac {F(x)-\alpha }{1-\alpha }}\right)^{\beta _{2}}\right){\frac {F(x)-\alpha }{x}}}
dove
f(x) è la funzione di densità di probabilità
β = 1 / β2
δ  = β1 β2
λ = ec, dove c è la costante d'integrazione

### La funzione di densità di probabilità
La  funzione di densità di probabilità è data da
{\displaystyle f(x)=(1-\alpha )\beta \lambda \delta x^{-(1+\delta )}(1-\lambda x^{-\delta })^{-(1+\beta )}} per x>0
mentre per x=0 assume il valore α.

### I momenti di ordine k
I momenti di ordine k sono definiti solo per k<δ
{\displaystyle \mu _{k}=(1-\alpha )\beta \lambda ^{k/\delta }B(\beta +k/\delta ;1-k/\delta )}
dove B(. ; .) è la funzione Beta.
Il valore atteso diventa pertanto
{\displaystyle \mu _{k}=(1-\alpha )\beta \lambda ^{1/\delta }B(\beta +1/\delta ;1-1/\delta )}

### Moda e mediana
moda
{\displaystyle moda=\lambda ^{1/\delta }({\frac {\beta \delta -1}{1+\delta }})^{1/\delta }}
mediana:
{\displaystyle mediana=\lambda ^{1/\delta }(1-({\frac {1/2-\alpha }{1-\alpha }})^{1/\beta })^{-1/\delta }}